# 陳俊燊
陳俊燊，PDSM，PMSM，香港警務處副處長。

## 經歷
陳俊燊於1997年加入香港警務處，曾在不同警政範疇工作，負責前線指揮、刑事情報、專業培訓及政策制定等職務。
2016年晉升總警司後，陳俊燊先後擔任中區警區指揮官及港島總區副指揮官。他在2019年2月晉升為助理處長，掌管人事部，並於2020年11月出任助理警務處長(行動)。於2022年4月，陳俊燊晉升為警務處高級助理處長，接任行動處處長。2023年8月，陳俊燊接替調任行動副處長的周一鳴為警務處副處長（管理）。
陳俊燊曾於上海浦東幹部學院、美國哈佛大學甘迺迪政府學院及英國皇家國防學院接受培訓，並持有科技管理碩士和國際安全及策略碩士學位。

## 外部連結
| 警職          | 警職                                | 警職 |
| ------------- | ----------------------------------- | ---- |
| 前任： 周一鳴 | 警務處副處長（管理） 2023年8月16日- | 現任 |